# Estelline (Dakota del Sud)
Estelline és una població dels Estats Units a l'estat de Dakota del Sud. Segons el cens del 2000 tenia 665 habitants.

## Demografia
Segons el cens del 2000, Estelline tenia 675 habitants, 290 habitatges, i 173 famílies. La densitat de població era de 271,5 habitants per km².
Dels 290 habitatges en un 24,1% hi vivien nens de menys de 18 anys, en un 53,8% hi vivien parelles casades, en un 3,8% dones solteres, i en un 40,3% no eren unitats familiars. En el 37,2% dels habitatges hi vivien persones soles el 21,4% de les quals corresponia a persones de 65 anys o més que vivien soles. El nombre mitjà de persones vivint en cada habitatge era de 2,13 i el nombre mitjà de persones que vivien en cada família era de 2,82.
Per edats la població es repartia de la següent manera: un 21,2% tenia menys de 18 anys, un 3,9% entre 18 i 24, un 22,1% entre 25 i 44, un 18,5% de 45 a 60 i un 34,4% 65 anys o més.
L'edat mediana era de 48 anys. Per cada 100 dones de 18 o més anys hi havia 84,7 homes.
La renda mediana per habitatge era de 27.679 $ i la renda mediana per família de 36.250 $. Els homes tenien una renda mediana de 28.393 $ mentre que les dones 22.222 $. La renda per capita de la població era de 14.967 $. Entorn del 4,4% de les famílies i el 12,7% de la població estaven per davall del llindar de pobresa.

## Poblacions més properes
El següent diagrama mostra les poblacions més properes.